# Elfrida
Elfrida (također u oblicima: Elfreda, Elfrida, Alfrida, Elfrieda, Elfriede, Elftrude, Elftraut) je germansko žensko osobno ime. Dolazi od oblika Ælfþryð , a znači "elf-snaga". Vremenom je ime bilo sve manje popularno u srednjem vijeku. Oživjelo je tijekom 19. stoljeća u Engleskoj i Njemačkoj. Može se odnositi na:
Srednji vijek:
- sveta Ælfthryth Crowlandska (u. 795.)
- Ælfthryth, supruga kralja Coenwulfa Mercijskog (fl. 810-ih)
- Ælfthryth, grofica od Flandrije, kćer kralja Alfreda Velikog (u. 929)
- Elftrude, kćer Adele od Vermandoisa i flandrijskog grofa Arnulfa I. (10. stoljeće)
- Elfrida, engleska kraljica, supruga engleskog kralja Edgara, mati Ethelreda II. Nespremnog

Danas:
- Elfrida Andrée (1841. – 1929.)
- Elfrida Rathbone (1871. – 1940.)
- Elfriede Geiringer (1905. – 1998.)
- Elfriede Trötschel (1913. – 1958.)
- Elfriede Rinkel (1922.)
- Elfriede Gerstl (1932. – 2009.)
- Elfriede Jelinek (1946.)

Ostalo:
- Elfrida, Arizona, naselje u SAD-u
- 618 Elfriede, patuljasti planet u Sunčevu sustavu
- SS Elfrida, norveški teretni brod koji je plovio od 1947. do 1959.
- USS Elfrida (SP-988), američki ophodni brod koji je plovio 1898., 1899. – 1908. te od 1909. do 1918.
- Elfrida, zbirka pjesam iz 1752. koju je napisao William Mason